# Xã Butler, Quận Vermilion, Illinois
Xã Butler (tiếng Anh: Butler Township) là một xã thuộc quận Vermilion, tiểu bang Illinois, Hoa Kỳ. Năm 2010, dân số của xã này là 992 người.